# Timothy Richter
Timothy Richter es un deportista estadounidense que compitió en remo. Ganó una medalla de oro en el Campeonato Mundial de Remo de 1997, en la prueba de ocho con timonel.

## Palmarés internacional
| Campeonato Mundial | Campeonato Mundial     | Campeonato Mundial | Campeonato Mundial |
| Año                | Lugar                  | Medalla            | Prueba             |
| ------------------ | ---------------------- | ------------------ | ------------------ |
| 1997               | Aiguebelette (Francia) | Medalla de oro     | Ocho con timonel   |